# Міна (військова справа)

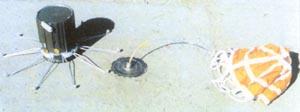
Польська протитанкова міна MN-121, що встановлюється дистанційним методом

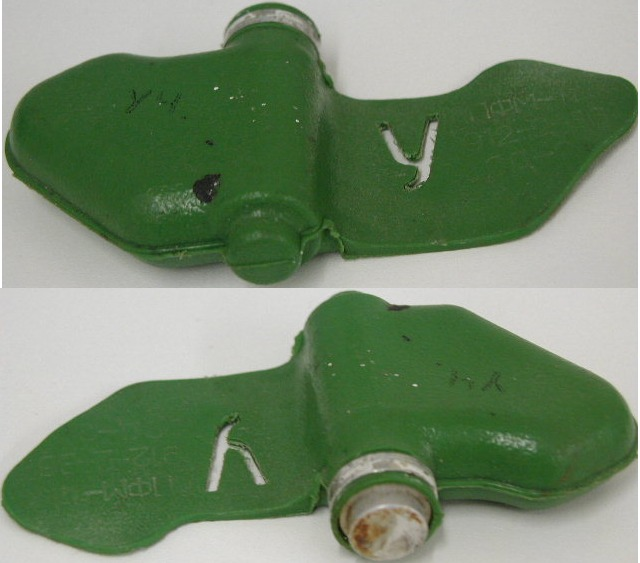
Радянська протипіхотна фугасна міна ПФМ-1

Міна (від фр. mine — рудник, шахта, підкоп) — у військовій справі — вид боєприпасів, що застосовуються для влаштування наземних або морських загороджень, а також для стрільби з мінометів і гладкоствольних безвідкатних гармат.

## Історія
Спочатку міною називався підкоп, здійснюваний нападниками під фортечну стіну під час облоги. З появою пороху під терміном «міна» став розумітися заряд вибухової речовини, закладений на певній глибині, для руйнування фортифікаційних споруд противника. Вважають, що вперше успішно використали мінування війська Великого князівства Литовського і Руського та Польщі при звільненні Стародуба.

Стара міна часів Другої світової війни. Баксанська ущелина. Кавказ. 1970-і роки.

Наприкінці XVIII ст. для боротьби проти бойових кораблів стали створюватися міни плаваючі або такі, що утримувалися на якорях. З 2-ї половини XIX ст. почали застосовуватися морські «саморушні» міни. На цей час припадає й бойове використання польових, так званих самовибухових фугасів — прототипів сучасних протипіхотних мін.
Під час російсько-японської війни 1904—1905 вперше були застосовані міни для стрільби з мінометів, у період Першої світової війни з'явилися протитанкові міни, у Другій світовій війні почали використовуватися також морські неконтактні міни (акустичні, магнітні та інші), авіаційні морські та інженерні міни, що скидаються з літаків, тощо.

## Зміст
Міна — боєприпас, що встановлюється під землею, на землі чи поблизу землі або іншої поверхні й призначений для вибуху, спричиненого присутністю, близькістю чи контактом людини або транспортним засобом.
- Наземна міна
  - Протитанкова міна
  - Протипіхотна міна
  - Протитранспортна міна тощо.
- Морська міна.

Саморушна міна — застаріла назва торпеди.
Мінометна міна — артилерійський снаряд для стрільби з мінометів.